# Rio Negro (fiume Colombia)
Il Rio Negro (in portoghese: Rio Negro, in spagnolo: Río Negro, in italiano: Fiume Nero) è un fiume dell'America meridionale affluente di sinistra del Rio delle Amazzoni.
Il Rio Negro è uno dei fiumi più importanti dell'Amazzonia, situato nell'America del Sud. È il più grande affluente, per portata d'acqua, del Rio delle Amazzoni e si estende per oltre 2.000 km attraverso il Brasile, la Colombia e il Venezuela. Il nome "Rio Negro" significa "fiume nero" in portoghese, a causa delle sue acque scure e torbide.
Il Rio Negro è noto per la sua biodiversità eccezionale e la sua importanza per l'ecosistema amazzonico. Il fiume fornisce habitat a numerose specie di pesci, molluschi, rettili, uccelli e mammiferi, tra cui la foca del Rio delle Amazzoni e il delfino del Rio. Il fiume è anche importante per le comunità indigene che vivono lungo le sue rive e dipendono dal fiume per il loro sostentamento.

## Origine del nome

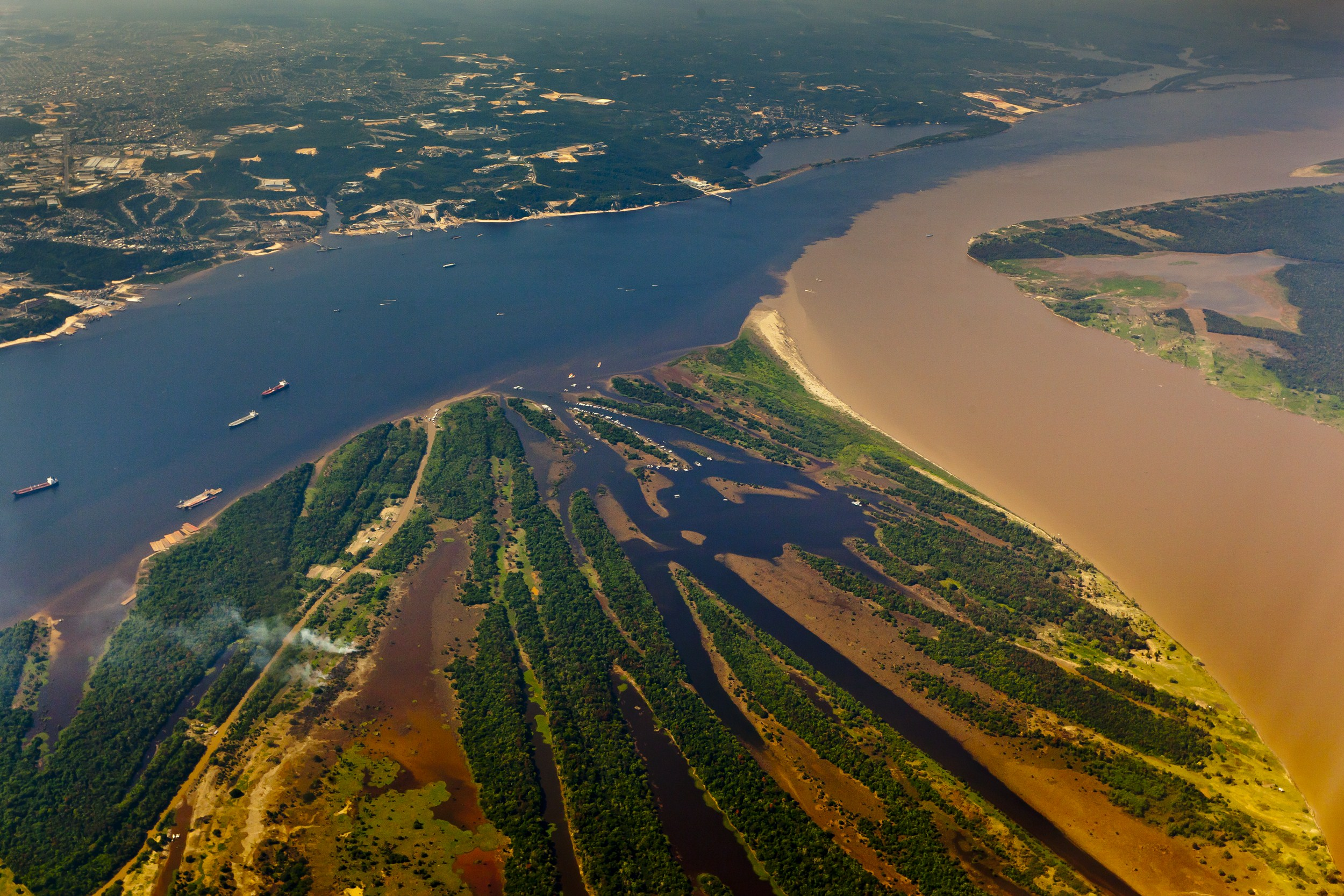
Confluenza del Rio Negro nel Rio delle Amazzoni presso Manaus.

Il Rio Negro significa "Fiume Nero", ma le sue acque sono simili al colore di un tè forte, tipico dei fiumi a acque nere. Il colore scuro è causato dall'acido umico proveniente da una degradazione incompleta di vegetazione contenente fenolo dalle praterie sabbiose. Dunque il fiume è stato chiamato così perché sembra nero da lontano e si distingue nettamente dal colore marrone chiaro del Rio delle Amazzoni. Questo colore è causato dalla presenza di tannini provenienti dalle foreste pluviali che bordano il fiume. I tannini conferiscono all'acqua del Rio Negro un colore scuro e torbido che riduce la penetrazione della luce e limita la crescita di alghe e piante acquatiche.
L'incontro tra le acque del Rio Negro e quelle del Rio Solimões è un evento unico e affascinante che ha luogo nella regione dell'Amazzonia, in Brasile. Questo incontro rappresenta il punto in cui i due fiumi si uniscono per formare il Rio delle Amazzoni, il più grande fiume del mondo per volume di acqua e una delle più grandi e importanti regioni biologiche del pianeta.
Il Rio Negro e il Rio Solimões hanno caratteristiche fisiche molto diverse, con il Rio Negro che scorre lentamente con acque scure e profonde, mentre il Rio Solimões scorre velocemente con acque torbide e marroni. Quando questi due fiumi si incontrano, le loro acque non si mescolano immediatamente a causa della loro diversa densità e velocità. Invece, le acque del Rio Negro scorrono parallele a quelle del Rio Solimões per diversi chilometri, mantenendo la loro distinzione visibile.
Il Rio Negro è un importante trasportatore di sedimenti e nutrienti provenienti dalla foresta pluviale amazzonica, che alimenta il Rio delle Amazzoni e la sua vasta delta. Il fiume è anche un importante fonte di energia idroelettrica, con numerose dighe costruite lungo il suo corso per produrre energia elettrica.

## Percorso

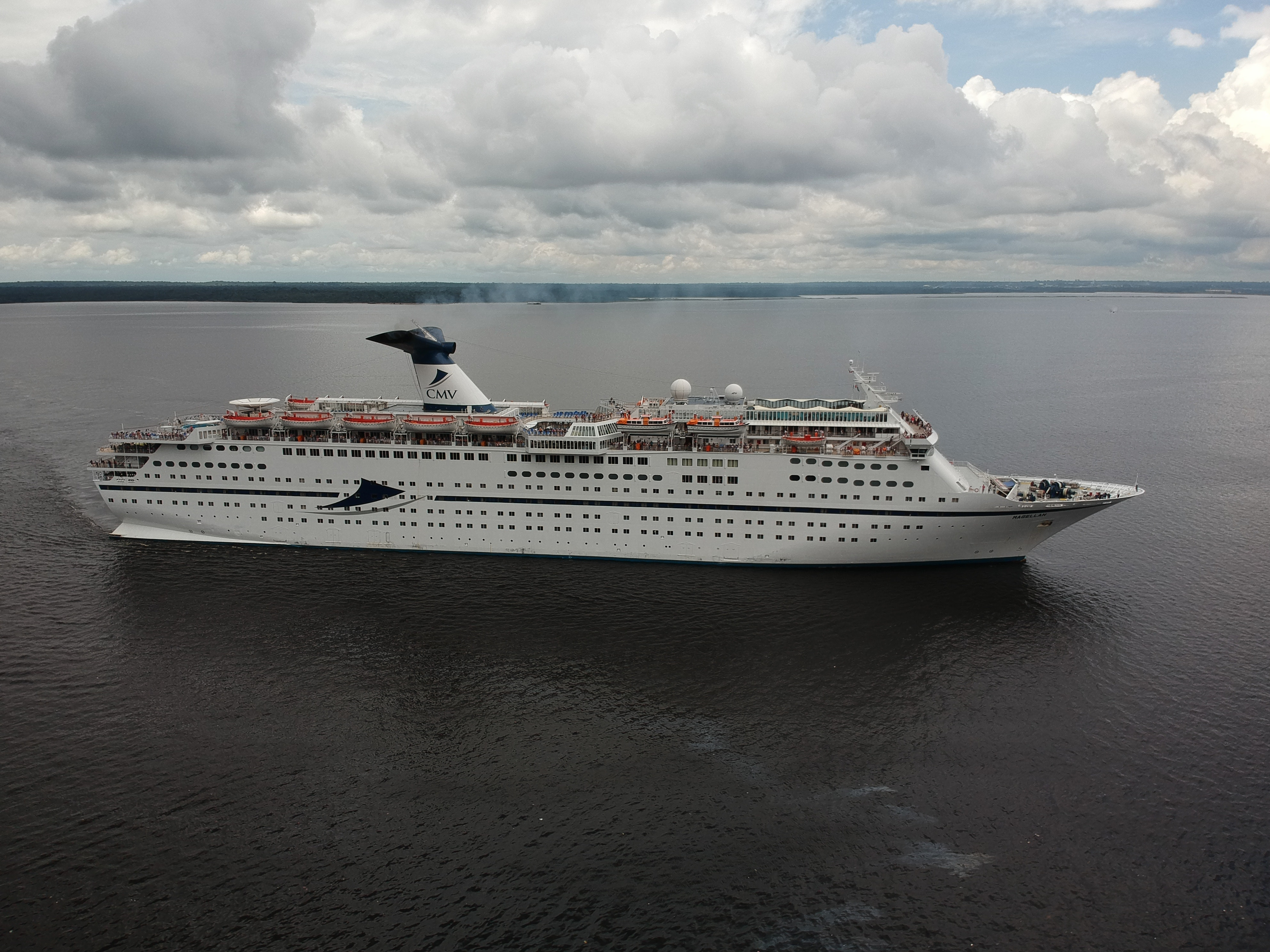
Nave da crociera in navigazione sul Rio Negro a Manaus.

Le sue sorgenti si trovano in Colombia sullo spartiacque fra i bacini del Rio delle Amazzoni e dell'Orinoco, è collegato a quest'ultimo tramite il Casiquiare, un canale naturale. In Colombia il fiume è chiamato Guainía, il suo affluente principale è il Rio Vaupés.
Il Rio Negro confluisce nel Rio delle Amazzoni nei pressi di Manaus, in Brasile, dopo aver percorso 2000 km dalla sorgente.
Il corso del Rio Negro è caratterizzato da una vasta area di bassopiani alluvionali, che ospitano una straordinaria biodiversità e sono sede di molte comunità indigene. Il fiume scorre attraverso una regione densamente popolata, che è cruciale per lo sviluppo economico e sociale dell'Amazzonia.
Il suo nome è Guainía nel suo tratto superiore e nasce nelle montagne della Colombia, nel Dipartimento di Guainía. Flusso attraverso la riserva nazionale Puinawai, attraversando alcune piccole comunità indigene, come Cuarinuma, Brujas, Santa Rosa e Tabaquén. Dopo circa 400 km, il fiume inizia a formare il confine tra il Dipartimento di Guainía in Colombia e lo Stato di Amazonas in Venezuela. 
Riceve poi il canale Casiquiare da sinistra (nord), creando un legame unico tra l'Orinoco e il bacino del fiume Rio delle Amazzoni. Da qui in poi viene chiamato Rio Negro. Continua poi verso sudest, passando la città venezuelana di San Carlos de Río Negro e la città colombiana di San Felipe. Riceve poi molti affluenti da entrambi i lati, diventando sempre più grande e creando molte isole fluviali. 
Raggiunge poi la Piedra del Cocuy, una formazione rocciosa dell'era precambriana appartenente allo Scudo della Guyana. Qui troviamo il punto triplo tra Colombia, Venezuela e Brasile e il fiume entra completamente nello Stato di Amazonas, Brasile. Dopo aver superato Cucuí, il fiume continua verso sud e incontra l'affluente Içana e Uaupes. Il Rio Negro poi si dirige verso est, formando diverse rapide e piccole isole. Passa quindi Sao Gabriel da Cachoeira, una importante città commerciale. 
Nel suo corso inferiore, il Rio Negro continua la sua rotta verso est, formando molte grandi isole e diventando molto largo in diversi punti. Durante la stagione delle piogge, il fiume allaga il paese a lungo e largo, a volte con una larghezza di 30 km, ed è una successione di laghi, pieni di lunghe isole e canali intricati con molta fauna acquatica. Vicino a Carvoeiro, l'ultimo affluente importante del Rio Negro entra nel fiume e poi sfocia nel Rio delle Amazzoni a Manaus, nello Stato di Amazonas, Brasile.

## Affluenti
I principali affluenti del Rio Negro ordinati in base alla lunghezza, sono:
1. Rio Japurá: Il Rio Japurá è un affluente del Rio Negro lungo circa 800 km, che scorre attraverso il Brasile, la Colombia e la Guyana. Il fiume è conosciuto per la sua bellezza naturale e per le sue rapide, che lo rendono popolare tra gli appassionati di sport acquatici. Il Rio Japurá fornisce habitat a molte specie endemiche, tra cui i pescatori della giungla e i dorados del fiume.
2. Rio Uaupés: Il Rio Uaupés è un affluente del Rio Negro lungo circa 600 km, che scorre attraverso la Colombia e la Guyana. Il fiume è famoso per la sua biodiversità eccezionale e per le sue comunità indigene, che dipendono dal fiume per il loro sostentamento. Il Rio Uaupés è anche un importante fonte di pesce e acqua dolce per le comunità locali.
3. Rio Branco: Il Rio Branco è un affluente del Rio Negro lungo circa 400 km, che scorre attraverso la Guyana e il Brasile. Il fiume è conosciuto per la sua bellezza naturale e per le sue rapide, che lo rendono popolare tra gli appassionati di sport acquatici. Il Rio Branco fornisce habitat a molte specie endemiche, tra cui i pescatori della giungla e i dorados del fiume.

## Storia
Il fiume è stato così chiamato dall'esploratore spagnolo Francisco de Orellana, che lo ha percorso per la prima volta nel 1541. Nel mezzo del XVII secolo, i Gesuiti si erano stabiliti lungo le sue rive in mezzo a numerose tribù: Manau, Aruák e Trumá Indiani. Dopo il 1700 la schiavitù lungo il fiume era comune e le popolazioni indigene sono state notevolmente ridotte dopo il contatto con le malattie euroasiatiche.

## Flora e fauna
Il Rio Nero ha una ricchezza di specie molto alta. Circa 700 specie di pesci sono state documentate nella bacino del fiume e si stima che il totale sia 800-900 specie di pesci, compresi quasi 100 endemismi e alcune specie non descritte. Tra questi ci sono molte specie importanti per il commercio di acquari, tra cui il tetra cardinale. A causa del canale Casiquiare, molte specie acquatiche sono presenti sia nel Rio Nero che nell'Orinoco. Poiché il Casiquiare comprende sia sezioni di acque nere che di acque chiare-a-bianche, solo specie relativamente adattabili sono in grado di attraversarlo tra i due sistemi fluviali.